# Tercera persona (videojuegos)

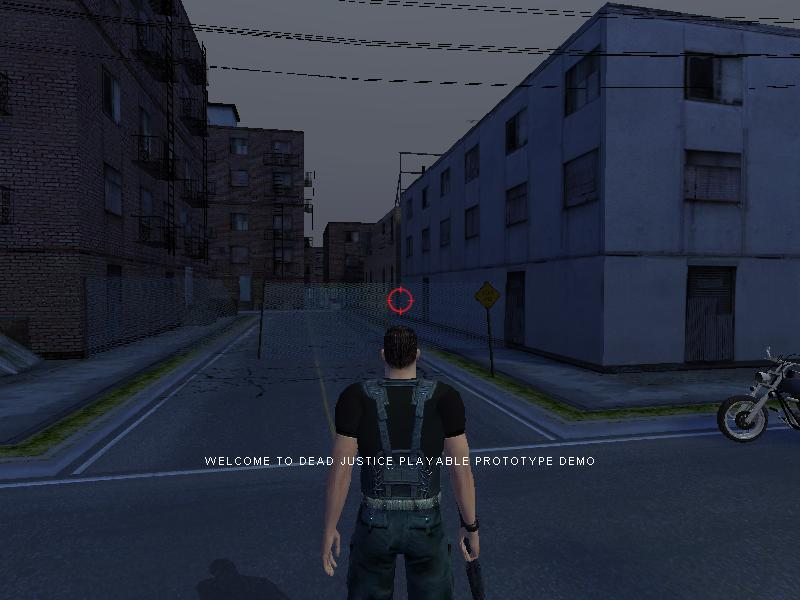
Captura de una imagen en tercera persona desde un videojuego.

Tercera persona es una de las vistas más frecuentes de los videojuegos de estilo aventura gráfica, juegos de rol, etc. Esta vista tiene como característica que el personaje que se controla se ve de cuerpo entero y generalmente de espaldas. En juegos como Silent Hill, Minecraft, Dead Space, Resident Evil, Gears of War y desde Grand Theft Auto: San Andreas o casi cualquier género de survival horror se utiliza con frecuencia esta vista pues da una mayor sensación de inmersión en el juego. Es ideal para juegos en los que la acción se basa más en la búsqueda de objetos o indicios para descubrir la trama del juego. La ventaja que presenta esta vista es que el jugador puede ver directamente los alrededores del personaje que controla sin tener que voltear la vista.